# Ryan Fraser
Ryan Fraser (Aberdeen, 24 februari 1994) is een Schotse voetballer die doorgaans als middenvelder speelt. Hij verruilde Bournemouth in augustus 2020 voor Newcastle United. Fraser debuteerde in 2017 in het Schots voetbalelftal.

## Carrière
Fraser debuteerde in oktober 2010 in het betaald voetbal. Hij speelde toen een wedstrijd met Aberdeen in de Scottish Premier League, tegen Heart of Midlothian. Fraser kwam in zijn eerste twee seizoenen in de hoofdmacht van Aberdeen tot twee en drie competitiewedstrijden, waarna hij er in de eerste helft van het seizoen 2012/13 zestien speelde.
Fraser verruilde Aberdeen in januari 2013 voor AFC Bournemouth, de nummer elf van de League One in het voorgaande seizoen. Hij kwam dat jaar nog vijf keer in actie in het eerste elftal van de Engelse club. Die eindigde de competitie als tweede en promoveerde daarmee naar de Championship. Hierin speelde Fraser in de volgende twee seizoenen meer dan vijftig competitiewedstrijden. Bournemouth werd in 2014/15 kampioen van de Championship en promoveerde opnieuw, nu naar de Premier League. Fraser droeg hier zelf in 21 competitieronden aan bij.
Bournemouth verhuurde Fraser in juli 2015 voor een jaar aan Ipswich Town, de nummer zes van de Championship in het voorgaande seizoen.

## Clubstatistieken
| Seizoen | Club            | Competitie              | Wed. | Doelp. |
| ------- | --------------- | ----------------------- | ---- | ------ |
| 2010/11 | Aberdeen FC     | Scottish Premier League | 2    | 0      |
| 2011/12 | Aberdeen FC     | Scottish Premier League | 3    | 0      |
| 2012/13 | Aberdeen FC     | Scottish Premier League | 16   | 0      |
| 2012/13 | AFC Bournemouth | League One              | 5    | 0      |
| 2013/14 | AFC Bournemouth | Championship            | 37   | 3      |
| 2014/15 | AFC Bournemouth | Championship            | 21   | 1      |
| 2015/16 | → Ipswich Town  | Championship            | 18   | 4      |
| 2016/17 | AFC Bournemouth | Premier League          | 28   | 3      |
| 2017/18 | AFC Bournemouth | Premier League          | 26   | 5      |
| 2018/19 | AFC Bournemouth | Premier League          | 38   | 7      |
| 2019/20 | AFC Bournemouth | Premier League          | 5    | 1      |
| Totaal  | Totaal          | Totaal                  | 199  | 24     |

## Interlandcarrière
Fraser debuteerde op 9 november 2017 in het Schots voetbalelftal, in een oefeninterland tegen Nederland (0–1 verlies).

## Erelijst
Bournemouth
- Kampioen Championship

2014/15
1 Dúbravka ·
2 Trippier ·
4 Botman ·
5 Schär ·
6 Lascelles  ·
7 Joelinton ·
8 Tonali ·
9 Wilson ·
10 Gordon ·
11 Barnes ·
13 Targett ·
14 Isak ·
17 Krafth ·
18 Osula ·
19 Vlachodimos ·
20 Hall ·
21 Livramento ·
22 Pope ·
23 Murphy ·
24 Almirón ·
25 Kelly ·
26 Ruddy ·
28 Willock ·
29 Gillespie ·
33 Burn ·
36 Longstaff ·
37 Murphy ·
39 Guimarães ·
67 Miley ·
Coach: Howe
· Assistent-coach: Jones
1 Marshall ·
2 O'Donnell ·
3 Robertson  ·
4 McTominay ·
5 Hanley ·
6 Tierney ·
7 McGinn ·
8 McGregor ·
9 Dykes ·
10 Adams ·
11 Christie ·
12 Gordon ·
13 Taylor ·
14 Fleck ·
15 Gallagher ·
16 Cooper ·
17 Armstrong ·
18 Turnbull ·
19 Nisbet ·
20 Fraser ·
21 McLaughlin ·
22 Patterson ·
23 Gilmour ·
24 Hendry ·
25 Forrest ·
26 McKenna ·
Coach: Clarke